# Renato Tapia
Renato Fabrizio Tapia Cortijo (* 28. Juli 1995 in Lima), besser bekannt als Renato Tapia, ist ein peruanischer Fußballspieler. Zurzeit steht er beim spanischen Erstligisten Celta Vigo unter Vertrag.

## Vereinskarriere
Im Juli 2013 wurde Renato Tapia vom niederländischen Erstligisten FC Twente Enschede verpflichtet. Dort kam er zunächst für die Nachwuchs- und Reservemannschaft zum Einsatz, welche zur Saison 2013/14 zusammen mit den Nachwuchsteams von Ajax Amsterdam und der PSV Eindhoven in die zweitklassige Eerste Divisie eingegliedert wurde. Twente Enschede schnitt am schlechtesten von den drei Teams ab und erreichte nur den 17. von 20 Tabellenplätzen. Renato Tapia kam bereits in 19 Spielen zum Einsatz. Bei den Profis stand der peruanische Mittelfeldspieler mehrfach im Kader, wurde jedoch nicht eingesetzt. In der Saison 2014/15 debütierte er gleich am ersten Spieltag beim 1:1-Unentschieden gegen den SC Cambuur für die erste Mannschaft. Danach musste Tapia wegen einer Knöchelverletzung bis November 2014 pausieren, spielte im Anschluss noch zwei Partien für die Reserve und wurde dann im weiteren Saisonverlauf Stammspieler im zentralen Mittelfeld der ersten Mannschaft. Dabei wusste er mit fünf Treffern in 17 Spielen zu überzeugen. Am Ende der Saison zog sich der Peruaner einen Innenbandriss am Knie zu, dessentwegen er auch die Copa América 2015 verpasste. Im Januar 2016 wechselte Tapia für 4,5 Jahre zu Feyenoord Rotterdam. Für die Saison wurde Tapia an Willem II Tilburg verliehen und kehrte anschließend nach Rotterdam zurück. Zum Ende der Saison 2019/20 lief sein Vertrag in Rotterdam aus und er wechselte ablösefrei zu Celta Vigo. 

## Nationalmannschaft
Im Jahr 2011 nahm Renato Tapia mit der U-17-Nationalmannschaft an der U-17-Fußball-Südamerikameisterschaft und 2013 mit der U-20-Nationalmannschaft an der U-20-Fußball-Südamerikameisterschaft teil. Die U-17-Mannschaft schied in der Gruppenphase aus. Bei der U-20 wurde Peru zwar Gruppensieger, verpasste jedoch in der anschließenden Finalrunde die Qualifikation für die U-20-Fußball-Weltmeisterschaft 2013. Am 31. März 2015 debütierte Renato Tapia bei der 0:1-Niederlage gegen Venezuela für die peruanische Fußballnationalmannschaft. Sein erstes Tor für Peru erzielte er beim 2:1-Sieg im WM-Qualifikationsspiel gegen Ecuador am 7. September 2016. Er stand außerdem im Aufgebot Perus für die Fußballweltmeisterschaft 2018, bei der Peru nach zwei 0:1-Niederlagen gegen Dänemark und Frankreich und einem 2:0-Sieg gegen Australien als Dritter der Gruppe C in der Gruppenphase ausschied. Tapia kam gegen Dänemark und Australien zum Einsatz.

## Erfolge
- Niederländischer Meister: 2017
- Johan-Cruyff-Schaal: 2017, 2018
- Niederländischer Pokalsieger: 2015/16, 2017/18